# Arkitektur i Danmark
Arkitektur i Danmark beskriver arkitekturen i Danmark och arkitektur gjord av arkitekter från Danmark.

## Stilarter
I Europa har arkitekturen i århundraden burit en prägel av ett flertal strömningar.

### Renässansen
Renässansen i Danmark, kom att i och med den Lutherska reformationen få den danska arkitekturen att frigöra sig ifrån den religiösa arkitekturen. Många slott och herresäten i Danmark bär en prägel ifrån denna tid. Den danska renässansstilen brukar klassificeras som "Kristian IV" stil. Man kom att använda tegel, med av sandstens huggna band, fönsterfoder och tak-, och gavelgesimser. Exempel av "Kristian IV" stil är:
Tycho Brahes Uranienborg, Kronborgs slott, samt Köpenhamns Börshus.

### Barocken
Barocken blev en konstnärligt rik stilperiod som att vara emellan 1640 till 1730 i Danmark.

### Rokoko
Rokokon dominerade i Danmark emellan år 1730 till omkring 1760. Stilen kom att domineras av ett elegant, graciöst och orientaliserat formspråk. Trots den korta perioden fick den ett stort genomslag i Danmark inom såväl arkitekturen som i trädgårdsarkitekturen. Amalienborg slott av Nicolai Eigtved samt Hirschholms slott av Laurids de Thurah uppfördes under rokokon.

### Klassicism
Klassicismen dominerade det danska konst- och arkitekturlivet 1760 - 1855. I Danmark kallas den perioden "guldaldern". 